# 湯瀬温泉駅
湯瀬温泉駅（ゆぜおんせんえき）は、秋田県鹿角市八幡平湯瀬にある、東日本旅客鉄道（JR東日本）花輪線の駅である。秋田県の鉄道駅としては最も東にある。

## 歴史
- 1931年（昭和6年）10月17日：湯瀬駅（ゆぜえき）として鹿角郡宮川村に開業[3]。
- 1970年（昭和45年）4月1日：貨物の取り扱いを廃止[3]。
- 1985年（昭和60年）3月14日：荷物の扱いを廃止[3]。
- 1987年（昭和62年）4月1日：国鉄分割民営化に伴い、JR東日本盛岡支社に移管[3]。
- 1995年（平成7年）12月1日：湯瀬温泉駅に改称[1]。
- 1999年（平成11年）
  - 5月22日：交換設備を撤去。
  - 12月4日：湯瀬温泉駅長が廃止され、簡易委託化（鹿角市が受託）。管理駅は鹿角花輪駅。
- 2001年（平成13年）12月26日：盛岡支社が湯瀬温泉駅の委託駅員を「観光駅長」に任命。
- 2021年（令和3年）12月1日：乗車券委託販売（簡易委託）の受託を解除し、終日無人化[4][5]。管理駅が盛岡駅に変更。
- 2024年（令和6年）10月1日：えきねっとQチケのサービスを開始[2][6]。

## 駅構造
単式ホーム1面1線を有する地上駅である。元々は相対式ホーム2面2線で列車交換可能であったが、通常は上下列車ともに1番線を使用し、対向ホームは列車交換時のみ使用されていた。旧上り線を使用している。旧下り線の一部は保線用の横取線となっている。
盛岡統括センター（盛岡駅）が管理する無人駅である。2021年（令和3年）12月の無人化によりトイレが閉鎖されたが、地元自治会などから閉鎖解除の要望が出され、JR東日本から駅のトイレ部分を鹿角市が借り上げることになり2022年6月からトイレの使用を再開した。木造駅舎を有する。

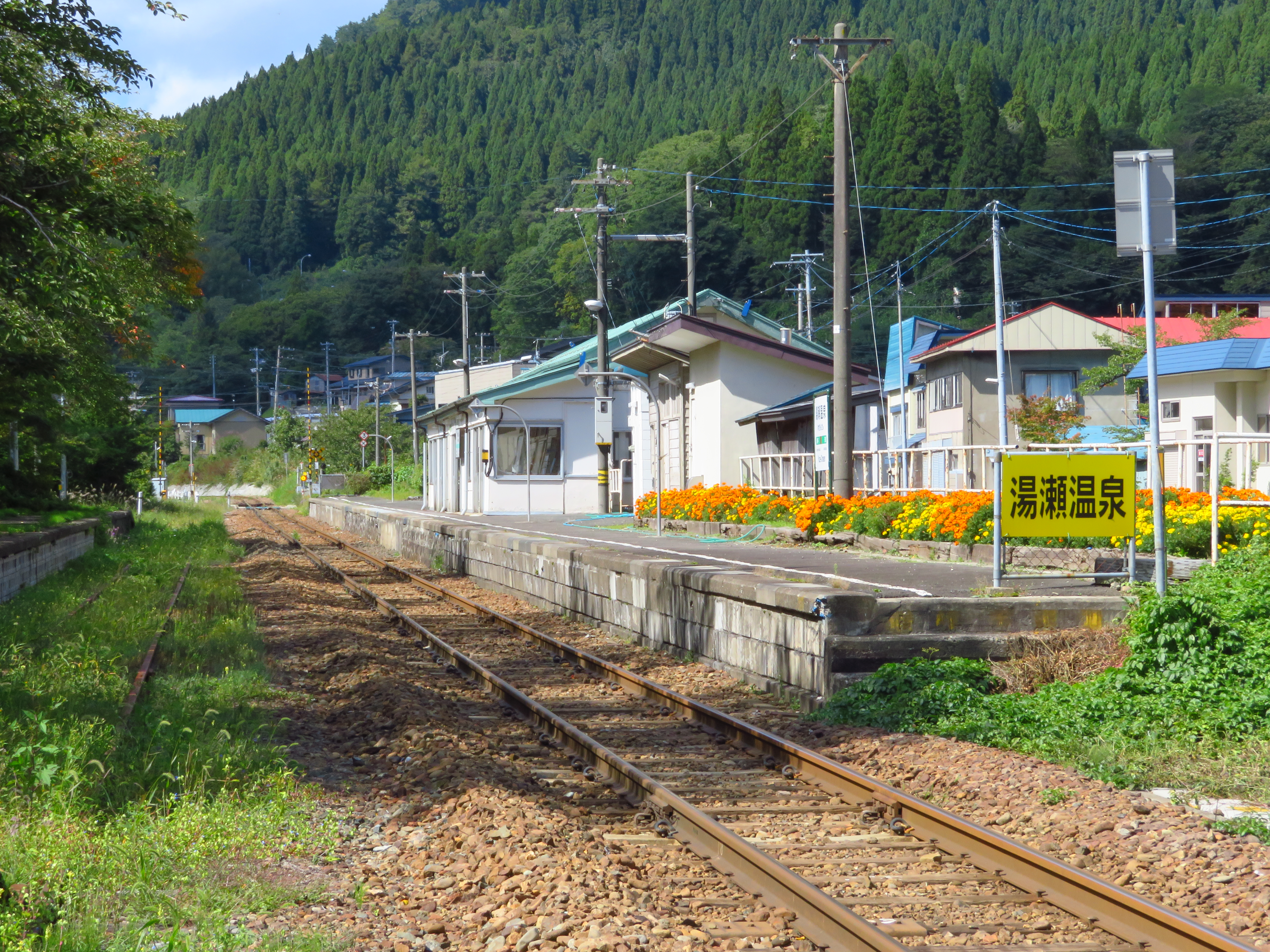
ホーム

## 利用状況
JR東日本によると、2000年度（平成12年度）- 2020年度（令和2年度）の1日平均乗車人員の推移は以下のとおりであった。
| 1日平均乗車人員推移 | 1日平均乗車人員推移 | 1日平均乗車人員推移 | 1日平均乗車人員推移 | 1日平均乗車人員推移 |
| 年度                | 定期外              | 定期                | 合計                | 出典                |
| ------------------- | ------------------- | ------------------- | ------------------- | ------------------- |
| 2000年（平成12年）  |                     |                     | 93                  | [ 利用客数 1 ]      |
| 2001年（平成13年）  |                     |                     | 90                  | [ 利用客数 2 ]      |
| 2002年（平成14年）  |                     |                     | 76                  | [ 利用客数 3 ]      |
| 2003年（平成15年）  |                     |                     | 66                  | [ 利用客数 4 ]      |
| 2004年（平成16年）  |                     |                     | 59                  | [ 利用客数 5 ]      |
| 2005年（平成17年）  |                     |                     | 52                  | [ 利用客数 6 ]      |
| 2006年（平成18年）  |                     |                     | 51                  | [ 利用客数 7 ]      |
| 2007年（平成19年）  |                     |                     | 44                  | [ 利用客数 8 ]      |
| 2008年（平成20年）  |                     |                     | 39                  | [ 利用客数 9 ]      |
| 2009年（平成21年）  |                     |                     | 49                  | [ 利用客数 10 ]     |
| 2010年（平成22年）  |                     |                     | 44                  | [ 利用客数 11 ]     |
| 2011年（平成23年）  |                     |                     | 29                  | [ 利用客数 12 ]     |
| 2012年（平成24年）  | 20                  | 7                   | 28                  | [ 利用客数 13 ]     |
| 2013年（平成25年）  | 18                  | 7                   | 26                  | [ 利用客数 14 ]     |
| 2014年（平成26年）  | 18                  | 7                   | 25                  | [ 利用客数 15 ]     |
| 2015年（平成27年）  | 17                  | 9                   | 27                  | [ 利用客数 16 ]     |
| 2016年（平成28年）  | 18                  | 11                  | 29                  | [ 利用客数 17 ]     |
| 2017年（平成29年）  | 16                  | 10                  | 26                  | [ 利用客数 18 ]     |
| 2018年（平成30年）  | 15                  | 8                   | 24                  | [ 利用客数 19 ]     |
| 2019年（令和元年）  | 11                  | 6                   | 18                  | [ 利用客数 20 ]     |
| 2020年（令和02年）  | 9                   | 4                   | 14                  | [ 利用客数 21 ]     |

## 駅周辺

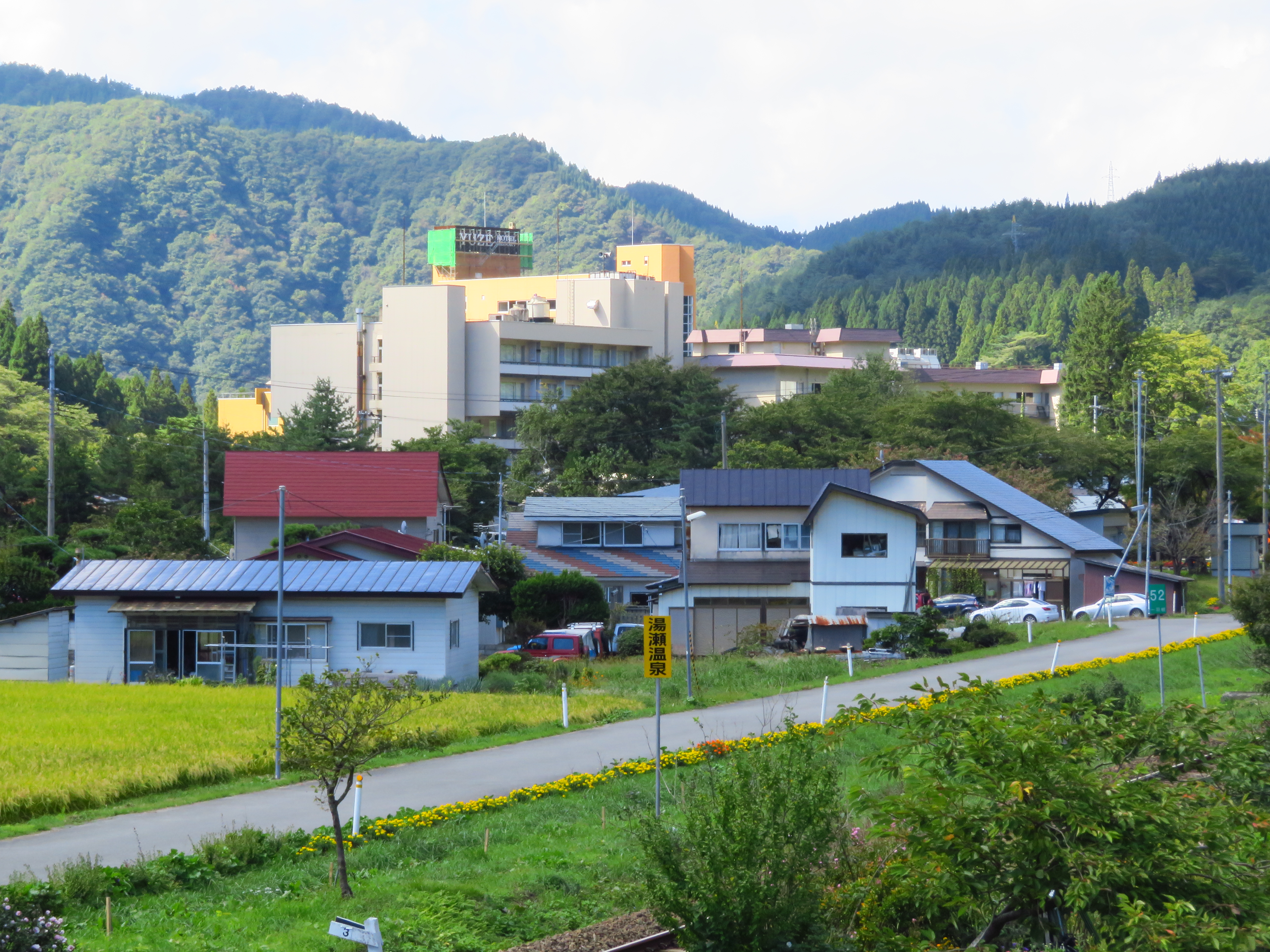
駅周辺

- 鹿角市営湯瀬体育館
- 国道282号
- 東北自動車道 湯瀬パーキングエリア
- 湯瀬温泉
- 湯瀬郵便局
- 米代川
- 湯瀬ホテル

## 隣の駅
東日本旅客鉄道（JR東日本）
■花輪線
兄畑駅 - 湯瀬温泉駅 - 八幡平駅

### 記事本文
1. 1 2  「花輪線2駅 駅名を改称 JR盛岡支社」『交通新聞』交通新聞社、1995年10月2日、3面。
2. 1 2 3 4 5  「駅の情報（湯瀬温泉駅）：JR東日本」東日本旅客鉄道。2024年8月29日時点のオリジナルよりアーカイブ。2024年9月2日閲覧。
3. 1 2 3 4 5  石野哲（編）『停車場変遷大事典 国鉄・JR編 Ⅱ』（初版）JTB、1998年10月1日、505頁。ISBN 978-4-533-02980-6。
4. 1 2  「今月いっぱいで無人化 鹿角市の湯瀬温泉駅」『鹿角きりたんぽFM』鹿角コミュニティFM、2021年11月24日。2021年11月28日時点のオリジナルよりアーカイブ。2021年11月28日閲覧。
5. 1 2  「湯瀬温泉駅トイレ利用再開を、地元団体が要望 無人化で閉鎖」『秋田魁新報』秋田魁新報社、2021年12月14日。オリジナルの2021年12月21日時点におけるアーカイブ。2021年12月21日閲覧。
6. ↑  「Suicaエリア外もチケットレスで! 東北エリアから「えきねっとQチケ」がはじまります (PDF)」（プレスリリース）、東日本旅客鉄道、2024年7月11日。2024年8月18日閲覧。
7. ↑  「JR湯瀬温泉駅のトイレ、使用再開 鹿角市が無償で借り上げ」『秋田魁新報』2022年6月8日。オリジナルの2022年6月14日時点におけるアーカイブ。2024年8月18日閲覧。

### 利用状況
1. ↑  「JR東日本：各駅の乗車人員（2000年度）」東日本旅客鉄道。2025年7月23日閲覧。
2. ↑  「JR東日本：各駅の乗車人員（2001年度）」東日本旅客鉄道。2025年7月23日閲覧。
3. ↑  「JR東日本：各駅の乗車人員（2002年度）」東日本旅客鉄道。2025年7月23日閲覧。
4. ↑  「JR東日本：各駅の乗車人員（2003年度）」東日本旅客鉄道。2025年7月23日閲覧。
5. ↑  「JR東日本：各駅の乗車人員（2004年度）」東日本旅客鉄道。2025年7月23日閲覧。
6. ↑  「JR東日本：各駅の乗車人員（2005年度）」東日本旅客鉄道。2025年7月23日閲覧。
7. ↑  「JR東日本：各駅の乗車人員（2006年度）」東日本旅客鉄道。2025年7月23日閲覧。
8. ↑  「JR東日本：各駅の乗車人員（2007年度）」東日本旅客鉄道。2025年7月23日閲覧。
9. ↑  「JR東日本：各駅の乗車人員（2008年度）」東日本旅客鉄道。2025年7月23日閲覧。
10. ↑  「JR東日本：各駅の乗車人員（2009年度）」東日本旅客鉄道。2025年7月23日閲覧。
11. ↑  「JR東日本：各駅の乗車人員（2010年度）」東日本旅客鉄道。2025年7月23日閲覧。
12. ↑  「JR東日本：各駅の乗車人員（2011年度）」東日本旅客鉄道。2025年7月23日閲覧。
13. ↑  「JR東日本：各駅の乗車人員（2012年度）」東日本旅客鉄道。2025年7月23日閲覧。
14. ↑  「各駅の乗車人員 2013年度 ベスト100以外（9）：JR東日本」東日本旅客鉄道。2025年7月23日閲覧。
15. ↑  「各駅の乗車人員 2014年度 ベスト100以外（9）：JR東日本」東日本旅客鉄道。2025年7月23日閲覧。
16. ↑  「各駅の乗車人員 2015年度 ベスト100以外（9）：JR東日本」東日本旅客鉄道。2025年7月23日閲覧。
17. ↑  「各駅の乗車人員 2016年度 ベスト100以外（9）：JR東日本」東日本旅客鉄道。2025年7月23日閲覧。
18. ↑  「各駅の乗車人員 2017年度 ベスト100以外（9）：JR東日本」東日本旅客鉄道。2025年7月23日閲覧。
19. ↑  「各駅の乗車人員 2018年度 ベスト100以外（9）：JR東日本」東日本旅客鉄道。2025年7月23日閲覧。
20. ↑  「各駅の乗車人員 2019年度 ベスト100以外（9）：JR東日本」東日本旅客鉄道。2025年7月23日閲覧。
21. ↑  「各駅の乗車人員 2020年度 101位以下（8）| 企業サイト：JR東日本」東日本旅客鉄道。2025年7月23日閲覧。